# 約翰·卡尼 (政治人物)
小約翰·查爾斯·卡尼（英語：John Charles Carney, Jr.；1956年5月20日—）是美國的一位政治人物。自2011年開始，他是特拉華州單一國會選區選出的美國眾議院議員。他的黨籍是民主黨。他曾經在2001年至2009年擔任特拉華州副州長職務。
2016年11月8日，他在2016年特拉華州州長選舉中勝過共和黨的科林·博尼尼當選州長。